# Arthur Larouche
Arthur Larouche (né le 1er juillet 1900 à Chicoutimi, mort le 10 juillet 1968 à Chicoutimi) est un homme politique québécois. Il a été député du district électoral de Chicoutimi à l'Assemblée législative du Québec de 1935 à 1938.

## Biographie
Arthur Larouche est le fils d'Anthime Larouche, cultivateur, et de Louise Tremblay. Il étudie au séminaire de Chicoutimi et au séminaire d'Halifax.
De 1927 à 1935, il est aviculteur.
De 1932 à 1936, il est échevin de Rivière-du-Moulin.
Lors de l'élection générale québécoise de 1935, il est candidat de l'Action libérale nationale et est élu député du district électoral de Chicoutimi à l'Assemblée législative, obtenant 7484 votes, alors que Roland Fradette, candidat du Parti libéral, obtient 2825 votes. Lors de la rupture politique entre Paul Gouin et Maurice Duplessis au mois de juin 1936, Arthur Larouche, après une brève hésitation, se rallie au leadership de Maurice Duplessis. Larouche est réélu député lors de l'élection générale de 1936 comme candidat de l'Union nationale, obtenant 8277 votes, alors que Jules-Robert Tremblay, candidat du Parti libéral, obtient 2820 votes. Le 13 avril 1938, Larouche démissionne comme député, pour raisons de santé. Il est nommé gérant général adjoint de la Régie des liqueurs du Québec, poste qu'il occupe en 1939 et 1940.
Le 6 septembre 1939, il épouse Marie-Gérardine-Ririte Gagnon.
De 1940 à 1968, il est marchand général.
Il est directeur du journal Le Progrès du Saguenay. Il est fondateur du syndicat des épiciers de Chicoutimi.
De juillet 1944 à septembre 1948, il est président de la commission scolaire de Rivière-du-Moulin.
De 1952 à 1958, il est maire de Rivière-du-Moulin. En 1957 et en 1958, il est préfet du comté de Chicoutimi.
Il est inhumé le 13 juillet 1968 dans le cimetière de la cathédrale de Chicoutimi.